# Common law
Common law (do inglês "direito comum") é o direito que se desenvolveu em certos países por meio das decisões dos tribunais, e não mediante atos legislativos ou executivos. Constitui, portanto, uma família do direito diferente da família romano-germânica (civil law), que enfatiza os atos legislativos. Seu berço e caso mais paradigmático é o direito da Inglaterra.
Nos países que adotam o common law, o direito é criado ou aperfeiçoado pelos juízes: uma decisão a ser tomada num caso depende das decisões adotadas para casos anteriores (precedentes) e afeta o direito a ser aplicado a casos futuros. Nesse sistema, quando não existe um precedente, os juízes possuem a autoridade para criar o direito, estabelecendo um novo precedente. O conjunto de precedentes é chamado de common law e vincula as decisões futuras. Quando as partes discordam quanto ao direito aplicável, um tribunal idealmente procuraria uma solução dentre as decisões precedentes dos tribunais competentes. Se uma controvérsia semelhante foi resolvida no passado, o tribunal é obrigado a seguir o raciocínio usado naquela decisão anterior (princípio conhecido como stare decisis). Entretanto, se o tribunal concluir que a controvérsia em exame é fundamentalmente diferente de todos os casos anteriores, decidirá como "assunto de primeira impressão" (matter of first impression, em inglês). Posteriormente, tal decisão se tornará um precedente e vinculará os tribunais futuros com base no princípio do stare decisis.
Na prática, os sistemas de common law são consideravelmente mais complexos do que o funcionamento idealizado descrito acima. As decisões de um tribunal são vinculantes apenas numa jurisdição em particular e, mesmo dentro de uma certa jurisdição, alguns tribunais detêm mais poderes do que outros. Por exemplo, na maior parte das jurisdições, as decisões de um tribunal de recursos são obrigatórias para os juízos inferiores daquela jurisdição e para as futuras decisões do próprio tribunal de recursos, mas as decisões dos juízos inferiores são apenas "persuasivas", não vinculantes. Ademais, a interação entre o common law, o direito constitucional, o direito legislado e os regulamentos administrativos causam considerável complexidade. Todavia, o stare decisis, o princípio de que os casos semelhantes devem ser decididos conforme as mesmas regras, está no cerne de todos os sistemas de common law.
Os sistemas de common law foram adotados por diversos países do mundo, especialmente aqueles que herdaram da Inglaterra o seu sistema jurídico, como o Reino Unido, a maior parte dos Estados Unidos, Canadá, Austrália e as demais ex-colônias do Império Britânico, tal como Índia e África do Sul, sendo que estes últimos países adotaram uma versão adaptada da common law.

## Conceito
Na lei, a lei comum (também conhecida como precedente judicial ou lei feita por juízes, ou jurisprudência) é o corpo de leis criado por juízes e tribunais quase-judiciais semelhantes em virtude de serem declaradas através de opiniões escritas. A característica definidora de “common law” é que ela surge como precedente. Nos casos em que as partes discordam sobre qual é a lei, um tribunal de direito consuetudinário analisa as decisões precedentes anteriores dos tribunais relevantes e sintetiza os princípios desses casos anteriores conforme aplicáveis aos fatos atuais. Se uma disputa semelhante foi resolvida no passado, o tribunal geralmente é obrigado a seguir o raciocínio usado na decisão anterior (um princípio conhecido como stare decisis). Se, no entanto, o tribunal considerar que a disputa atual é fundamentalmente distinta de todos os casos anteriores (chamado de " matter of first impression"), e os estatutos legislativos são omissos ou ambíguos sobre a questão, os juízes têm a autoridade e o dever de resolver a questão, se uma parte ou outra tem que ganhar e, em desacordo com a lei, os juízes tomam essa decisão. O tribunal emite um parecer que fundamenta a decisão, e esses motivos se organizam de acordo com as decisões anteriores como um precedente jurídico para vincular futuros juízes e litigantes. O direito consuetudinário, como o corpo de direito feito por juízes, está em contraste e em pé de igualdade com estatutos que são adotados por meio do processo legislativo e regulamentos que são promulgados pelo poder executivo. O Stare decisis é o princípio segundo o qual os casos devem ser decididos de acordo com regras de princípios consistentes para que fatos semelhantes produzam resultados semelhantes, está no cerne de todos os sistemas de direito comum.
A lei comum - assim chamada porque era "comum" a todas as cortes do rei em toda a Inglaterra - originou-se nas práticas das cortes dos reis ingleses nos séculos que se seguiram à conquista normanda em 1066. O Império Britânico mais tarde espalhou o sistema jurídico inglês para suas colônias distantes, muitas das quais mantêm o sistema de direito comum hoje. Esses “sistemas de direito comum” (commom law) são sistemas jurídicos que dão grande peso ao precedente judicial e ao estilo de raciocínio herdado do sistema jurídico inglês.

### Definições sobre o conceito
O termo direito comum tem muitas conotações. Os três primeiros apresentados aqui são os usos mais comuns dentro da comunidade jurídica. Outras conotações de séculos passados são às vezes vistas e às vezes ouvidas na fala cotidiana.

### O direito comum (common law) em oposição ao direito estatutário e ao direito regulatório
A primeira definição de "direito comum" dada no Black's Law Dictionary, 10ª edição, 2014, é "O corpo da lei derivado de decisões judiciais, em vez de estatutos ou constituições; [sinônimo] CASE LAW (direito do caso), [contraste] STATUTY LAW (direito estatutário)". Este uso é dado como a primeira definição nos dicionários jurídicos modernos, caracteriza-se como o uso “mais comum” entre os profissionais do direito, e é o uso frequentemente visto nas decisões dos tribunais.
Nesta conotação, "direito comum" (common law) distingue a autoridade que promulgou uma lei. Por exemplo, a lei na maioria das jurisdições anglo-americanas inclui "lei estatutária" promulgada por uma legislatura, lei reguladora "legislação delegada ”(no Reino Unido) promulgada por agências do poder executivo de acordo com a delegação de autoridade de criação de regras da legislatura, e lei comum ou “ jurisprudência ”, ou seja, decisões emitidas por tribunais (ou tribunais quase judiciais dentro de agências). Esta primeira conotação pode ser diferenciada em:
(a) lei comum geral:
decorrente da autoridade tradicional e inerente dos tribunais para definir o que é a lei, mesmo na ausência de uma lei ou regulamento subjacente. Exemplos incluem a maior parte do direito penal e do direito processual antes do século XX, e ainda hoje, a maior parte do direito contratual e o direito de responsabilidade civil.
(b) direito comum intersticial: 
decisões judiciais que analisam, interpretam e determinam os finos limites e distinções na lei promulgada por outros órgãos. Esse corpo de direito comum, às vezes chamado de "direito comum intersticial", inclui a interpretação judicial da Constituição, de estatutos legislativos e de regulamentos de agências e a aplicação da lei a fatos específicos.
A publicação de decisões e a indexação são essenciais para o desenvolvimento do direito consuetudinário e, portanto, governos e editores privados publicam relatórios jurídicos.  Embora todas as decisões em jurisdições de direito consuetudinário sejam precedentes (em vários níveis e escopo, conforme discutido ao longo do artigo sobre precedentes), algumas se tornam "casos principais" ou "decisões marcantes" que são citadas com frequência.

### Sistemas jurídicos de direito comum em oposição a sistemas jurídicos de direito civil
Black's Law Dictionary (10 edição, definição 2), diferencia jurisdições e sistemas jurídicos de "direito comum" de jurisdições de " direito civil (civil law)" ou países adotantes de códigos. Os sistemas de direito comum atribuem grande peso às decisões judiciais, que são consideradas "lei" com a mesma força de lei que os estatutos - por quase um milênio, os tribunais de direito comum tiveram autoridade para fazer leis onde nenhum estatuto legislativo existe, e os estatutos significam o que os tribunais interpretam como significando.
Por outro lado, em jurisdições de civil law ou direito civil (a tradição jurídica que prevalece, ou é combinada com o direito comum, na Europa e na maioria dos países não islâmicos e de direito não comum), os tribunais não têm autoridade para agir se não houver lei. Os juízes de direito civil tendem a dar menos peso ao precedente judicial, o que significa que um juiz de direito civil que decide um determinado caso tem mais liberdade para interpretar o texto de uma lei de forma independente (em comparação com um juiz de direito comum nas mesmas circunstâncias) e, portanto, menos previsivelmente. Por exemplo, o código napoleônico proibia expressamente os juízes franceses de pronunciarem princípios gerais de direito. O papel de fornecer princípios abrangentes, que em jurisdições de direito comum é fornecido em pareceres judiciais, em jurisdições de direito civil é preenchido dando maior peso à literatura acadêmica ou doutrina jurídica. Os sistemas de direito comum traçam sua história até a Inglaterra, enquanto os sistemas de direito civil traçam sua história através do Código Napoleônico até o Corpus Juris Civilis do direito romano.

### Direito em oposição à equidade
No Black's Law Dictionary 10 edição, definição 4, diferenciam-se os termos "direito comum" (ou apenas "lei") de " equidade ".  Antes de 1873, a Inglaterra tinha dois sistemas judiciais complementares: tribunais de "direito", que só podiam conceder indenização em dinheiro e reconheciam apenas o proprietário legal da propriedade, e tribunais de "equidade" (tribunais de chancelaria) que poderiam emitir uma medida cautelar (ou seja, uma ordem judicial para uma parte fazer algo, dar algo a alguém ou parar de fazer algo) e trusts (títulos) reconhecendo propriedades. Essa divisão se propagou para muitas das colônias, incluindo os Estados Unidos. Os estados de Delaware, Mississippi, Carolina do Sul e Tennessee continuam a dividir Tribunais de Justiça e Tribunais de Chancelaria. Em Nova Jersia, os tribunais de apelação são unificados, mas os tribunais de primeira instância são organizados em uma Divisão de Chancelaria e uma Divisão de Direito.
Para a maioria dos propósitos, a maioria das jurisdições, incluindo o sistema federal dos EUA e a maioria dos estados, fundiram os dois tribunais.  Além disso, mesmo antes da fusão dos tribunais separados, a maioria dos tribunais tinha permissão para aplicar tanto a lei quanto a equidade, embora sob leis processuais potencialmente diferentes. No entanto, a distinção histórica entre “direito” e “equidade” permanece importante hoje quando o caso envolve questões como as seguintes:
- categorizar e priorizar os direitos de propriedade — por exemplo, o mesmo artigo de propriedade geralmente tem um " título legal " e um "título equitativo", e esses dois grupos de direitos de propriedade podem ser detidos por pessoas diferentes.[14]
- nos Estados Unidos, determinar se o direito da Sétima Emenda a um julgamento com júri se aplica (uma determinação de um fato necessário para a resolução de uma reivindicação de "direito comum")  versus se a questão será decidida por um juiz (questões de o que é a lei e todas as questões relativas à equidade).[14]
- o padrão de revisão e o grau de autoridade dado por um tribunal de apelação à decisão do tribunal inferior sob revisão (as questões de direito são revisadas de novo, ou seja, "como se novas" do zero pelo tribunal de apelação, enquanto a maioria das questões de equidade são revisadas por "abuso de discrição", ou seja, com grande autoridade ao tribunal inferior).[14]
- os recursos disponíveis e as regras de procedimento a serem aplicadas.[14]

Tribunais de equidade contam com princípios de direito comum (no sentido desta primeira conotação) de precedentes vinculantes.

### Significados arcaicos e usos históricos
Além disso, existem vários usos históricos (mas agora arcaicos) do termo que, embora não mais atuais, fornecem contexto de fundo que auxilia na compreensão do significado de "direito comum" (common law) hoje. Em um uso que agora é arcaico, mas que dá uma visão da história do direito comum, "direito comum" se referia ao sistema de direito pré-cristão, importado pelos saxões para a Inglaterra e datado de antes da conquista normanda. antes que houvesse qualquer lei consistente a ser aplicada. "Common law", como o termo é usado hoje em países de common law (direito comum), contrasta com ius commune, um sinônimo de civil law. Enquanto historicamente o ius commune se tornou um ponto de referência seguro nos sistemas jurídicos da Europa continental, na Inglaterra não era um ponto de referência.
A Corte Inglesa de Apelações Comuns tratou de ações judiciais nas quais o Monarca não tinha interesse, ou seja, entre plebeus. No Black's Law Dictionary (10 ed., definição 3) é "Lei geral comum a um país como um todo, em oposição à lei especial que tem apenas aplicação local". Desde pelo menos o século XI e continuando por vários séculos depois disso, existiam várias divisões ou níveis de jurisdição (circuitos) diferentes no sistema da corte real, servidos por juízes itinerantes que viajavam de cidade em cidade dispensando a justiça do rei em "assizes". O termo "direito comum" foi usado para descrever a lei mantida em comum entre os diferentes níveis e gradus de jurisdição (circuitos) e as diferentes paradas em cada circuito.  Quanto mais amplamente uma lei em particular era reconhecida, mais peso ela tinha.

### Equívocos e usos imprecisos de não advogados
Conforme usado por não advogados na cultura popular, o termo "direito comum" (common law) conota direito baseado no costume universal antigo e não escrito do povo.  A visão do "antigo costume universal não escrito" foi a base dos primeiros tratados de Blackstone e Coke, e foi universal entre advogados e juízes desde os primeiros tempos até meados do século XIX.  No entanto, por 100 anos, advogados e juízes reconheceram que a visão do "antigo costume universal não escrito" não está de acordo com os fatos da origem e crescimento do direito, e não é realizada dentro da profissão legal hoje. Sob a visão moderna, “common law” não se baseia em “costume” ou “uso antigo”, mas adquire força de lei instantaneamente (sem a demora implícita no termo “costume” ou “antigo”) quando pronunciada por uma autoridade superior. tribunal, porque e na medida em que a proposição é declarada em parecer judicial. Desde os primeiros tempos até o final do século XIX, a teoria dominante era que o direito comum (common law) era uma lei ou sistema de regras preexistente, um padrão social de justiça que existia nos hábitos, costumes, e pensamentos das pessoas.
Sob essa visão mais antiga, a profissão de advogado considerava que não fazia parte do dever de um juiz fazer nova ou mudar a lei existente, mas apenas expor e aplicar a antiga. No início do século XX, em grande parte por insistência de Oliver Wendell Holmes (como discutido ao longo deste artigo), essa visão caiu na visão minoritária: Holmes apontou que a visão mais antiga produzia resultados indesejáveis e injustos e dificultava o desenvolvimento adequado de a lei. No século que se seguiu a Holmes, o entendimento dominante tem sido que o direito consuetudinário “as próprias decisões são leis, ou melhor, as regras que os tribunais estabelecem ao fazer as decisões constituírem lei”. Holmes escreveu em um parecer de 1917: "O direito comum não é uma onipresença pensativa no céu, mas a voz articulada de algum soberano ou quase soberano que pode ser identificado." Entre os profissionais do direito (advogados e juízes), a mudança de entendimento ocorreu no final do século XIX e início do século XX,  embora os dicionários leigos (não jurídicos) estivessem décadas atrasados em reconhecer a mudança.
A realidade da visão moderna e a implausibilidade da antiga visão do "antigo costume universal não escrito" podem ser vistas em operação prática: sob a visão pré-1870, (a) a "lei comum" (common law) deveria ter sido absolutamente estática ao longo dos séculos (mas evoluiu), (b) as jurisdições não podiam divergir logicamente umas das outras (mas ainda assim o fizeram e o fazem hoje), (c) uma nova decisão logicamente necessária para operar retroativamente (mas não o fez) e (d) não havia um padrão decidir quais costumes medievais ingleses deveriam ser "lei" e quais não deveriam.
Todas as cinco questões se resolvem sob a visão moderna: (a) o direito consuetudinário evoluiu para atender às necessidades da época;, (b) o direito consuetudinário em diferentes jurisdições pode divergir, (c) novas decisões podem (mas não precisam) ter efeito retroativo, e (d) as decisões judiciais são efetivas imediatamente, pois são emitidos, não anos depois, ou depois de se tornarem "costumes", e questões sobre o que "costume" poderia ter sido em algum momento "antigo" são simplesmente irrelevantes.
- Common law, como o termo é usado entre os advogados nos dias atuais, não se baseia em “costume” ou “uso antigo”. A lei comum adquire força de lei porque é pronunciada por um tribunal (ou tribunal similar) em uma opinião.[27]
- A lei comum (common law) não está congelada no tempo e não está mais vinculada à lei inglesa do século XI, XIII ou XVII. Em vez disso, o direito comum evolui diariamente e imediatamente à medida que os tribunais emitem decisões precedentes e todas as partes do sistema jurídico (tribunais, advogados e todos os outros) são responsáveis pelo conhecimento atualizado. Não existe um ponto de referência fixo (por exemplo, os séculos XI ou XVIII) para a definição de "common law", exceto em alguns contextos isolados. Muito do que era "costumeiro" no século XIII, XVII ou XVIII não faz parte do direito comum hoje; grande parte do direito comum hoje não tem antecedentes naqueles séculos anteriores.[28]
- A lei comum não é "não escrita". O direito consuetudinário existe por escrito – assim como qualquer lei que deva ser aplicada consistentemente – nas decisões escritas dos juízes.[29]
- A lei comum não é o produto do "consentimento universal". Em vez disso, a lei comum é muitas vezes antimajoritária.[30]

As pessoas que usam táticas e argumentos pseudolegais frequentemente alegam se basear na lei comum; notadamente, movimentos antigovernamentais e contestatórios (sovereign citiziens, EUA; freemen of the land, EUA) que negam a legitimidade dos sistemas jurídicos de seus países, baseiam suas crenças em interpretações idiossincráticas da lei comum. A "lei comum" também tem sido usada como álibi por grupos como o movimento Patriota americano de extrema-direita para a criação de "tribunais populares" para conduzir ações de vigilância ou intimidar seus oponentes.

## Distribuição

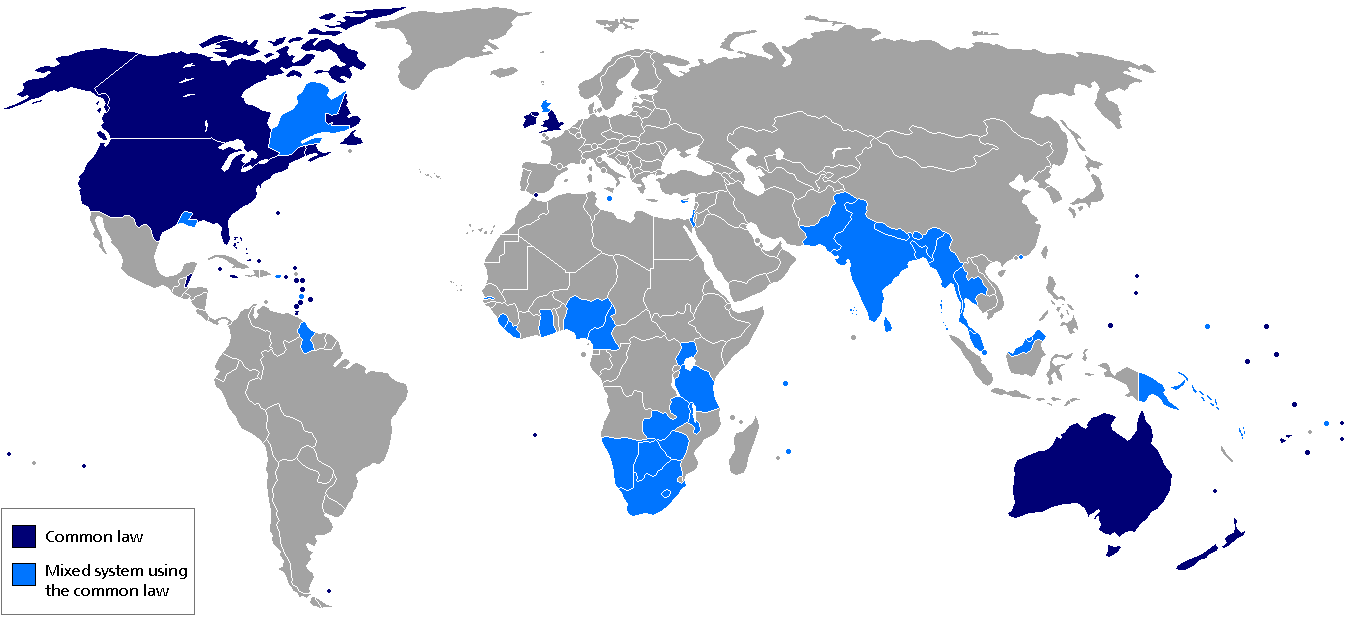
Mapa-múndi com a indicação dos países que adotam o common law (em azul escuro) ou um sistema misto que inclui o common law (em azul claro)

O common law é a base dos sistemas jurídicos da Inglaterra e do País de Gales, Irlanda do Norte, Irlanda, do direito federal e estadual dos Estados Unidos (exceto o direito da Louisiana), do direito federal e provincial do Canadá (exceto o direito civil do Quebec), Austrália (tanto o direito federal quanto o estadual), Nova Zelândia, África do Sul, Índia, Malásia, Brunei, Paquistão, Singapura, Hong Kong e muitos outros países geralmente de língua inglesa ou membros da Commonwealth (exceto Malta e a Escócia). Como regra, todos os países que foram colonizados em algum momento pela Inglaterra ou pelo Reino Unido usam o common law, exceto os que já haviam sido colônias de outro império, caso do Quebec (que segue o sistema jurídico francês), da África do Sul e do Sri Lanka (que seguem o sistema romano-germânico de origem neerlandesa), onde o sistema romano-germânico anterior foi mantido para respeitar os direitos civis dos colonos locais. O sistema indiano de common law também é uma mistura de direito inglês com direito hindu local, exceto no estado de Goa, que mantém o código civil português. O sistema jurídico da Nicarágua também mescla o common law inglês com o sistema romano-germânico, devido à administração britânica da porção oriental do país desde meados do século XVII até cerca de 1905, ademais de intervenções e influências estadunidenses posteriores.
Hoje, um terço da população mundial vive em jurisdições de direito consuetudinário ou em sistemas misturados com direito civil, incluindo Antígua e Barbuda, Austrália, Bahamas, Bangladesh, Barbados, Belize, Botsuana, Birmânia, Camarões, Canadá (tanto o sistema federal quanto todas as suas províncias, exceto Quebec), Chipre, Dominica, Fiji, Gana, Granada, Guiana, Hong Kong, Índia, Irlanda, Israel, Jamaica, Quênia, Libéria, Malásia, Malta, Ilhas Marshall, Micronésia, Namíbia, Nauru, Nova Zelândia, Nigéria, Paquistão, Palau, Papua Nova Guiné, Filipinas, Serra Leoa, Singapura, África do Sul, Sri Lanka, Trinidad e Tobago, Reino Unido (incluindo seus territórios ultramarinos, como Gibraltar), Estados Unidos (tanto o sistema federal quanto 49 de seus 50 estados) e Zimbábue. Alguns desses países têm variantes de sistemas de direito comum. Nesses países, o direito consuetudinário é considerado sinônimo de jurisprudência (ou direito feito pelas decisões originárias de Tribunais, ou seja, do Poder Judiciário).

## História
O common law desenvolveu-se originalmente sob o sistema inquisitório da Inglaterra durante os séculos XII e XIII, como o conjunto das decisões judiciais que se baseavam na tradição, no costume e no precedente. Instituições e culturas legais deste tipo assemelham-se às que existiram historicamente em sociedades nas quais o precedente e o costume desempenharam, por vezes, um papel substantivo no processo legal, inclusive o direito germânico e o direito islâmico.
O common law emprega um forma de raciocínio baseado em casos ou "casuísmo". Aplicado a casos cíveis, o common law foi criado para compensar alguém por atos ilícitos chamados torts, quer dolosos, quer culposos, e desenvolveu o ramo do direito que reconhece e regula os contratos. O procedimento adotado pelos tribunais de common law é chamado adversarial system (algo como "sistema do contraditório"), também criado por este sistema jurídico.
Alguns teóricos afirmam que o common law inglesa teria sido inspirada pela lei islâmica; Acadêmicos como John Makdisi, Jamila Hussain e Lawrence Rosen argumentaram que diversas das instituições fundamentais do common law inglesa derivaram ou foram adaptadas de instituições legais similares na lei e na jurisprudência islâmica, e introduzidas à Inglaterra após a conquista normanda da Inglaterra pelos normandos, que conquistaram e herdaram a administração legal do Emirado da Sicília (ver cultura árabe-normanda).

### Idade Média
Antes da conquista normanda de 1066, a justiça era administrada principalmente pelos tribunais de condado, presididos pelo bispo diocesano e pelo xerife, os quais exerciam jurisdição tanto eclesiástica quanto civil. O julgamento pelo júri começou naqueles tribunais.
Ao tornar-se o primeiro rei plantageneta, em 1154, Henrique II institucionalizou o common law ao criar um sistema jurídico unificado e "comum" a todo o reino que incorporava e elevava o costume local ao nível nacional, abolia o controle e as peculiaridades locais e eliminava medidas arbitrárias e reintroduzia o sistema do júri. Este chegava ao veredito por meio da avaliação do conhecimento comum local, não necessariamente através da apresentação de provas, o que distingue dos tribunais do júri modernos.
Henrique II desenvolveu a prática de enviar juízes de seu próprio tribunal central para ouvir as diversas controvérsias por todo o país. Seus juízes resolviam-nas de modo ad hoc, conforme a sua interpretação do que era o costume aplicável. Os juízes reais retornavam a Londres e frequentemente discutiam seus casos e decisões entre si. As decisões eram registradas e arquivadas. Com o passar do tempo, surgiu a regra do stare decisis (ou do precedente), segundo a qual o juiz estava obrigado a seguir a decisão pretérita de um juiz anterior e a adotar a interpretação jurídica do juiz anterior, aplicando os mesmos princípios usados por aquele magistrado quando os dois casos apresentassem fatos semelhantes. Com este sistema de precedentes, as decisões "congelavam-se" e seu conteúdo perpetuava-se, e assim o direito pré-normando de costumes locais desconexos foi substituído por um sistema elaborado e coerente de normas que era comum por todo o reino, donde o nome common law.
A criação, por Henrique II, de um sistema judicial poderoso e unificado, que restringia de certa maneira a autoridade dos tribunais eclesiásticos, provocou um conflito com a igreja, especialmente com Thomas Becket, Arcebispo da Cantuária. Becket terminou por ser morto dentro da catedral da Cantuária por quatro cavaleiros que pensavam agir em nome de Henrique. Naquela altura, Becket e Henrique estavam envolvidos numa controvérsia dura acerca da jurisdição dos tribunais reais sobre ex-clérigos. O assassinato do arcebispo, que foi imediatamente venerado como um mártir e, depois, como um santo, provocou uma reação ultrajada do povo contra o rei. Henrique viu-se forçado a revogar as leis que haviam causado a controvérsia e a abandonar os seus esforços para que os membros do clero respondessem por crimes seculares.
Apesar deste retrocesso, o common law produzido pelos juízes perdurou por séculos como a principal fonte do direito penal e civil do reino. Posteriormente, quando o parlamento adquiriu poderes legislativos, as leis por ele promulgadas começaram a limitar em algumas áreas o escopo do common law, que, todavia, ainda hoje mantém seu papel como um elemento essencial do sistema jurídico britânico.

## Romano versus anglo-saxão
Os principais sistemas jurídicos vigentes hoje no mundo são o Sistema romano-germânico e o Sistema anglo-saxão, e eles contrastam historicamente pela permanência da tradição oral do segundo, e pelo imperativo da escrita no primeiro. Resquício prático destas tradições, hoje ambas predominantemente escritas, é a importância do "caso precedente", ou seja, o processo que dá origem a novas regras. No sistema anglo-saxão julgamentos locais e específicos (casos "inéditos") costumam dar origem a novas regras, ao passo que no sistema romano-germânico existem competências distintas e mais rígidas entre o julgar (Poder Judiciário) e o legislar (Poder Legislativo).

## Princípios básicos do Common Law

### Julgamento de direito comum
Em uma jurisdição de direito comum, vários estágios de pesquisa e análise são necessários para determinar "o que é a lei" (law) em uma determinada situação. Em primeiro lugar, devem ser apurados os fatos. Então, deve-se localizar quaisquer estatutos e casos relevantes. Em seguida, deve-se extrair os princípios, analogias e declarações de vários tribunais do que eles consideram importante para determinar como o próximo tribunal provavelmente decidirá sobre os fatos do presente caso. Decisões posteriores e decisões de tribunais superiores ou legislativos têm mais peso do que casos anteriores e de tribunais inferiores. Finalmente, integram-se todas as linhas traçadas e razões apresentadas, e determina-se "o que é a lei". Então, aplica-se essa lei aos fatos.
Na prática, os sistemas de direito consuetudinário são consideravelmente mais complicados do que o sistema simplificado descrito acima. As decisões de um tribunal são vinculativas apenas em uma jurisdição específica e, mesmo dentro de uma determinada jurisdição, alguns tribunais têm mais poder do que outros. Por exemplo, na maioria das jurisdições, as decisões dos tribunais de apelação são vinculativas para os tribunais inferiores da mesma jurisdição e para decisões futuras do mesmo tribunal de apelação, mas as decisões dos tribunais inferiores são apenas autoridade persuasiva não vinculativa. As interações entre o direito consuetudinário, o direito constitucional, o direito estatutário e o direito regulatório também dão origem a uma complexidade considerável.

### O direito consuetudinário evolui para atender às necessidades sociais em constante mudança e melhorar a compreensão
Oliver Wendell Holmes Jr. advertiu que "a derivação adequada de princípios gerais tanto no direito comum quanto no constitucional... surgem gradualmente, na emergência de um consenso de uma multidão de decisões anteriores particularizadas". O ministro Cardozo observou que "o direito comum não funciona a partir de verdades preestabelecidas de validade universal e inflexível para conclusões derivadas delas dedutivamente", mas "[s]eu método é indutivo, e extrai suas generalizações de particulares". A lei comum (common law) é mais maleável do que a lei estatutária. Em primeiro lugar, os tribunais de direito comum não estão absolutamente vinculados ao precedente, mas podem (quando há razão extraordinariamente boa) reinterpretar e revisar a lei, sem intervenção legislativa, para se adaptar às novas tendências da filosofia política, jurídica e social. Em segundo lugar, o direito consuetudinário evolui por meio de uma série de etapas graduais, que aos poucos resolvem todos os detalhes, de modo que, ao longo de uma década ou mais, a lei pode mudar substancialmente, mas sem uma ruptura acentuada, reduzindo assim os efeitos disruptivos. Em contraste com o incrementalismo da lei comum, o processo legislativo é muito difícil de começar, pois as legislaturas tendem a adiar a ação até que uma situação seja intolerável. Por essas razões, as mudanças legislativas tendem a ser grandes, chocantes e disruptivas (às vezes positivamente, às vezes negativamente e às vezes com consequências não intencionais).
Um exemplo da mudança gradual que tipifica a evolução do common law é a mudança gradual da responsabilidade por negligência. A regra tradicional do direito consuetudinário durante a maior parte do século XIX era que um autor não poderia se recuperar pela produção negligente de um réu ou distribuição de uma instrumentalidade prejudicial, a menos que os dois estivessem em regime de exclusividade de contrato. Assim, apenas o comprador imediato poderia se recuperar de um defeito do produto e, se uma peça fosse construída com peças de fabricantes de peças, o comprador final não poderia se recuperar por danos causados por um defeito na peça. Em um caso inglês de 1842, Winterbottom v. Wright, o serviço postal havia contratado a Wright para manter seus vagões. Winterbottom era um motorista para o posto. Quando o treinador falhou e machucou Winterbottom, ele processou Wright. O tribunal de Winterbottom reconheceu que haveria “consequências absurdas e ultrajantes” se uma pessoa lesada pudesse processar qualquer pessoa perifericamente envolvida, e sabia que deveria traçar uma linha em algum lugar, um limite na conexão causal entre a conduta negligente e a lesão. O tribunal olhou para as relações contratuais, e considerou que a responsabilidade só fluiria até a pessoa em contrato imediato ("privacidade") com a parte negligente.
Uma primeira exceção a esta regra surgiu em 1852, no caso de Thomas v. Winchester, quando o mais alto tribunal de Nova York decidiu que rotular erroneamente um veneno como uma erva inócua e, em seguida, vender o veneno rotulado erroneamente por meio de um traficante que seria esperado para revendê-lo, colocar "vida humana em perigo iminente". Thomas contou com esse motivo para criar uma exceção à regra da "privacidade". Em 1909, Nova York realizada em Statler v. Ray Mfg. Co. que um fabricante de urnas de café era responsável por uma pessoa ferida quando a urna explodiu, porque a urna "era inerentemente de tal caráter que, quando aplicada aos fins para os quais foi projetada, poderia se tornar uma fonte de grande perigo para muitas pessoas se não forem cuidadosamente e adequadamente construídas".
No entanto, a regra da privacidade sobreviveu. Em Cadillac Motor Car Co. v. Johnson (decidido em 1915 pelo tribunal federal de apelações de Nova York e vários estados vizinhos), o tribunal considerou que um proprietário de carro não poderia se recuperar de ferimentos causados por uma roda defeituosa, quando o automóvel proprietário tinha um contrato apenas com o revendedor de automóveis e não com o fabricante, embora não houvesse "nenhuma dúvida de que a roda era feita de madeira morta e 'adormecida', bastante insuficiente para seus propósitos". O tribunal de Cadillac estava disposto a reconhecer que a jurisprudência apoiava exceções para "um artigo perigoso em sua natureza ou que provavelmente se tornaria no curso do uso comum a ser contemplado pelo vendedor". No entanto, assegurou o tribunal, "aquele que fabrica artigos perigosos somente se feitos ou instalados defeituosos, por exemplo, mesas, cadeiras, quadros ou espelhos pendurados nas paredes, carruagens, automóveis, etc., não é responsável perante terceiros pelos danos causados por eles, exceto em caso de lesão intencional ou fraude",

Finalmente, no famoso caso MacPherson v. Buick Motor Co.,  em 1916, o juiz Benjamin Cardozo da mais alta corte de Nova York retirou um princípio mais amplo desses casos predecessores. Os fatos eram quase idênticos ao Cadillac um ano antes: uma roda de um fabricante de rodas foi vendida para Buick, para um revendedor, para MacPherson, e a roda falhou, ferindo MacPherson. Juiz Cardozo considerou:
Pode ser que Statler v. Ray Mfg. Co. tenha estendido a regra de Thomas v. Winchester. Em caso afirmativo, este tribunal está comprometido com a extensão. O réu argumenta que coisas iminentemente perigosas para a vida são venenos, explosivos, armas mortais – coisas cuja função normal é ferir ou destruir. Mas qualquer que seja a regra em Thomas v. Winchester possa ter sido uma vez, ela não tem mais esse significado restrito. Um andaime (Devlin v. Smith, supra) não é inerentemente um instrumento destrutivo. Só se torna destrutivo se for construído de forma imperfeita. Uma grande urna de café (Statler v. Ray Mfg. Co., supra) pode ter dentro de si, se feita negligentemente, a potência do perigo, mas ninguém pensa nela como um instrumento cuja função normal é a destruição. O que é verdade para a urna de café é igualmente verdade para garrafas de água gaseificada (Torgesen v. Schultz, 192 NY 156). Mencionamos apenas casos neste tribunal. Mas a regra recebeu uma extensão semelhante em nossos tribunais de apelação intermediária. Em Burke v. Ireland (26 App. Div. 487), num parecer de CULLEN, J., foi aplicado a um construtor que construiu um edifício defeituoso; em Kahner v. Otis Elevator Co. (96 App. Div. 169) para o fabricante de um elevador; em Davies v. Pelham Hod Elevating Co. (65 Hun, 573; afirmado neste tribunal sem parecer, 146 NY 363) a um empreiteiro que forneceu uma corda defeituosa com conhecimento da finalidade para a qual a corda deveria ser usada. Não somos obrigados neste momento a aprovar ou desaprovar a aplicação da regra que foi feita nesses casos. Basta que ajudem a caracterizar a tendência do pensamento judiciário. Acreditamos, então, que o princípio, mas, que a regra recebeu uma extensão semelhante em nossos tribunais de apelação intermediária. Em Burke v. Ireland (26 App. Div. 487), num parecer de CULLEN, J., foi aplicado a um construtor que construiu um edifício defeituoso; em Kahner v. Otis Elevator Co. (96 App. Div. 169) para o fabricante de um elevador; em Davies v. Pelham Hod Elevating Co. (65 Hun, 573; afirmado neste tribunal sem parecer, 146 NY 363) a um empreiteiro que forneceu uma corda defeituosa com conhecimento da finalidade para a qual a corda deveria ser usada. Não somos obrigados neste momento a aprovar ou desaprovar a aplicação da regra que foi feita nesses casos. Basta que ajudem a caracterizar a tendência do pensamento judiciário. Acreditamos, então, que o princípio da Mas a regra recebeu uma extensão semelhante em nossos tribunais de apelação intermediária. Em Burke v. Ireland (26 App. Div. 487), num parecer de CULLEN, J., foi aplicado a um construtor que construiu um edifício defeituoso; em Kahner v. Otis Elevator Co. (96 App. Div. 169) para o fabricante de um elevador; em Davies v. Pelham Hod Elevating Co. (65 Hun, 573; afirmado neste tribunal sem parecer, 146 NY 363) a um empreiteiro que forneceu uma corda defeituosa com conhecimento da finalidade para a qual a corda deveria ser usada. Não somos obrigados neste momento a aprovar ou desaprovar a aplicação da regra que foi feita nesses casos. Basta que ajudem a caracterizar a tendência do pensamento judiciário. Acreditamos, então, que o princípio da em parecer de CULLEN, J., foi aplicado a um construtor que construiu um prédio defeituoso; em Kahner v. Otis Elevator Co. (96 App. Div. 169) para o fabricante de um elevador; em Davies v. Pelham Hod Elevating Co. (65 Hun, 573; afirmado neste tribunal sem parecer, 146 NY 363) a um empreiteiro que forneceu uma corda defeituosa com conhecimento da finalidade para a qual a corda deveria ser usada. Não somos obrigados neste momento a aprovar ou desaprovar a aplicação da regra que foi feita nesses casos. Basta que ajudem a caracterizar a tendência do pensamento judiciário. Acreditamos, então, que o princípio da em parecer de CULLEN, J., foi aplicado a um construtor que construiu um prédio defeituoso; em Kahner v. Otis Elevator Co. (96 App. Div. 169) para o fabricante de um elevador; em Davies v. Pelham Hod Elevating Co. (65 Hun, 573; afirmado neste tribunal sem parecer, 146 NY 363) a um empreiteiro que forneceu uma corda defeituosa com conhecimento da finalidade para a qual a corda deveria ser usada. Não somos obrigados neste momento a aprovar ou desaprovar a aplicação da regra que foi feita nesses casos. Basta que ajudem a caracterizar a tendência do pensamento judiciário. Acreditamos, então, que o princípio da (65 Hun, 573; afirmado neste tribunal sem parecer, 146 NY 363) a um empreiteiro que forneceu uma corda defeituosa com conhecimento da finalidade para a qual a corda deveria ser usada. Não somos obrigados neste momento a aprovar ou desaprovar a aplicação da regra que foi feita nesses casos. Basta que ajudem a caracterizar a tendência do pensamento judiciário. Acreditamos, então, que o princípio da (65 Hun, 573; afirmado neste tribunal sem parecer, 146 NY 363) a um empreiteiro que forneceu uma corda defeituosa com conhecimento da finalidade para a qual a corda deveria ser usada. Não somos obrigados neste momento a aprovar ou desaprovar a aplicação da regra que foi feita nesses casos. Basta que ajudem a caracterizar a tendência do pensamento judiciário. Acreditamos, então, que o princípio daThomas v. Winchester não se limita a venenos, explosivos e coisas de natureza semelhante, a coisas que em sua operação normal são instrumentos de destruição. Se a natureza de uma coisa é tal que é razoavelmente certo colocar a vida e a integridade física em perigo quando feita negligentemente, então é uma coisa perigosa. Sua natureza alerta para as consequências a serem esperadas. Se ao elemento de perigo se somar o conhecimento de que a coisa será usada por outras pessoas que não o comprador, e usada sem novos testes, então, independentemente do contrato, o fabricante dessa coisa de perigo tem o dever de fazê-lo cuidadosamente. ... Deve haver conhecimento de um perigo, não apenas possível, mas provável.
A nova "regra" de Cardozo não existe em nenhum caso anterior, mas é inferível como uma síntese do princípio da "coisa de perigo" neles enunciado, meramente estendendo-o ao "perigo previsível" mesmo que "os propósitos para os quais foi projetado" não fossem eles próprios "uma fonte de grande perigo". MacPherson tem o cuidado de se apresentar como uma progressão previsível, não uma partida selvagem. Cardozo continua a aderir ao princípio original de Winterbottom, de que "consequências absurdas e ultrajantes" devem ser evitadas, e o faz traçando uma nova linha na última frase citada acima: "Deve haver conhecimento de um perigo, não apenas possível, mas provável." anulou a lei comum anterior, tornando o fator anteriormente dominante na fronteira, ou seja, a formalidade de privacidade decorrente de uma relação contratual entre pessoas, totalmente irrelevante. Em vez disso, o fator mais importante na fronteira seria a natureza da coisa vendida e os usos previsíveis que os compradores a jusante fariam da coisa.
O exemplo da evolução do direito da negligência nos parágrafos anteriores ilustra dois princípios cruciais: (a) O direito comum evolui, essa evolução está nas mãos dos juízes, e os juízes "fizeram lei" por centenas de anos. (b) As razões apresentadas para uma decisão são muitas vezes mais importantes a longo prazo do que o resultado em um caso particular. Esta é a razão pela qual as opiniões judiciais são geralmente bastante longas e fornecem fundamentos e políticas que podem ser equilibradas com julgamentos em casos futuros, em vez das regras claras geralmente incorporadas em estatutos.

### Publicização de decisões
Todos os sistemas jurídicos dependem da publicização escrita da lei, para que seja acessível a todos. As decisões de direito comum são publicizadas em relatórios jurídicos para uso de advogados, tribunais e público em geral.  Após a Revolução Americana, Massachusetts se tornou o primeiro estado a estabelecer um Relatório Oficial de Decisões - Oficial Reporter of Decisions. À medida que os estados mais novos precisavam de lei, eles frequentemente olhavam primeiro para os Relatórios de Massachusetts em busca de precedentes autorizados como base para sua própria lei comum. Os tribunais federais dos Estados Unidos dependiam de editoras privadas até depois da Guerra Civil, e só começaram a publicar como função do governo em 1874. A West Publishing em Minnesota é a maior editora privada de relatórios jurídicos nos Estados Unidos. Os editores do governo normalmente emitem apenas decisões "em bruto", enquanto os editores do setor privado geralmente adicionam indexação, incluindo referências aos princípios-chave da lei comum envolvida, análise editorial e auxílios de busca semelhantes.

### Interação da constituição, estatuto e regulamento do poder executivo com a lei comum
Nos sistemas jurídicos de direito comum, o direito comum é crucial para a compreensão de quase todas as áreas importantes do direito. Por exemplo, na Inglaterra e no País de Gales, no Canadá inglês e na maioria dos estados dos Estados Unidos, a lei básica de contratos, delitos e propriedade não existe no estatuto, mas apenas na lei comum (embora possa haver modificações isoladas decretadas por estatuto). Como outro exemplo, a Suprema Corte dos Estados Unidos em 1877, sustentou que um estatuto de Michigan que estabelecia regras para a celebração de casamentos não abolia o casamento de direito comum preexistente, porque o estatuto não exigia afirmativamente a solenização estatutária e silenciava quanto ao direito comum preexistente.
Em quase todas as áreas do direito (mesmo aquelas em que há uma estrutura legal, como contratos de venda de mercadorias, ou a lei criminal), leis promulgadas por legisladores ou regulamentos promulgados por agências geralmente dão apenas declarações concisas de princípio geral, e os limites e definições sutis existem apenas no direito comum intersticial. Para descobrir qual é a lei exata que se aplica a um determinado conjunto de fatos, é preciso localizar decisões precedentes sobre o tema e raciocinar a partir dessas decisões por analogia.
Em jurisdições de direito comum (no sentido oposto ao "direito civil"), as legislaturas operam sob a suposição de que os estatutos serão interpretados contra o pano de fundo do direito comum preexistente. Como a Suprema Corte dos Estados Unidos explicou em United States v Texas, 507 US 529 (1993):
Igualmente antigo é o princípio de que "[os] estatutos que invadem o direito comum... devem ser lidos com a presunção que favorece a retenção de princípios há muito estabelecidos e familiares, exceto quando houver finalidade estatutária em contrário". Isbrandtsen Co. v. Johnson, 343 US 779, 783 (1952); Astoria Federal Savings & Loan Assn. v. Solimino, 501 US 104, 108 (1991). Nesses casos, o Congresso não escreve em uma lousa limpa. Astoria, 501 US em 108. A fim de revogar um princípio de direito consuetudinário, o estatuto deve "falar diretamente" com a questão abordada pelo direito consuetudinário. Mobil Oil Corp. v. Higginbotham, 436 US 618, 625 (1978); Milwaukee v. Illinois, 451 US 304, 315 (1981).
Por exemplo, na maioria dos estados dos EUA, os estatutos criminais são principalmente a codificação do direito comum preexistente. (Codificação é o processo de promulgar uma lei que coleta e reafirma a lei preexistente em um único documento – quando essa lei preexistente é a lei comum, a lei comum permanece relevante para a interpretação dessas leis.) Com base nessa suposição, os modernos estatutos muitas vezes deixam um número de termos e distinções sutis não declarados – por exemplo, um estatuto pode ser muito breve, deixando a definição precisa de termos não declarada, sob a suposição de que essas distinções sutis seriam resolvidas no futuro pelos tribunais com base no que eles então entender ser a lei comum preexistente. (Por essa razão, muitas faculdades de direito americanas modernas ensinam o direito comum do crime como era na Inglaterra em 1789, porque esse direito comum inglês secular é uma base necessária para interpretar os estatutos criminais modernos).
Com a transição do direito inglês, que tinha crimes de direito comum, para o novo sistema jurídico da Constituição dos Estados Unidos, que proibia leis ex post facto tanto em nível federal quanto estadual, levantou-se a questão de saber se poderia haver crimes de direito comum no Estados Unidos. Foi resolvido no caso United States v. Hudson, que decidiu que os tribunais federais não tinham jurisdição para definir novos crimes de direito comum, e que sempre deve haver um estatuto (constitucional) definindo o delito e a pena para ele.
Ainda assim, muitos estados retêm crimes de direito comum selecionados. Por exemplo, na Virgínia, a definição da conduta que constitui o crime de roubo existe apenas na lei comum, e o estatuto de roubo apenas estabelece a punição. A seção 1-200 do Código da Virgínia estabelece a existência continuada e vitalidade dos princípios do direito consuetudinário e estabelece que "O direito consuetudinário da Inglaterra, na medida em que não seja repugnante aos princípios da Carta de Direitos e da Constituição desta Commonwealth, deve continuar em pleno vigor dentro do mesmo, e ser a regra de decisão, salvo se alterado pela Assembleia Geral."
Em contraste com a codificação estatutária do direito comum, alguns estatutos substituem o direito comum, por exemplo, para criar uma nova causa de ação que não existia no direito comum, ou para anular legislativamente o direito comum. Um exemplo é o delito de homicídio culposo, que permite que certas pessoas, geralmente um cônjuge, filho ou espólio, processem por danos em nome do falecido. Não existe tal delito no direito consuetudinário inglês; assim, qualquer jurisdição que não tenha um estatuto de homicídio culposo não permitirá uma ação judicial pela morte culposa de um ente querido. Quando existe um estatuto de homicídio culposo, a compensação ou outro remédio disponível é limitado ao remédio especificado no estatuto (normalmente, um limite superior no valor dos danos). Os tribunais geralmente interpretam as leis que criam novas causas de ação de forma restritiva – isto é, limitadas aos seus termos precisos – porque os tribunais geralmente reconhecem a legislatura como suprema em decidir o alcance da lei feita por juízes, a menos que tal lei viole alguma “segunda ordem”. disposição de direito constitucional (cf. ativismo judicial). Este princípio é aplicado mais fortemente em áreas do direito comercial (contratos e similares) onde a previsibilidade é de valor relativamente maior, e menos em delitos, onde os tribunais reconhecem uma maior responsabilidade de “fazer justiça”.
Quando um delito está enraizado na lei comum, todos os danos tradicionalmente reconhecidos para esse delito podem ser processados, independentemente de haver ou não menção a esses danos na lei estatutária atual. Por exemplo, uma pessoa que sofre lesão corporal por negligência de outra pode processar por despesas médicas, dor, sofrimento, perda de rendimentos ou capacidade de ganho, sofrimento mental e/ou emocional, perda de qualidade de vida, desfiguração e muito mais. Esses danos não precisam ser estabelecidos em lei, pois já existem na tradição do direito comum. No entanto, sem um estatuto de homicídio culposo, a maioria deles é extinta com a morte.
Nos Estados Unidos, o poder do judiciário federal para revisar e invalidar atos inconstitucionais do poder executivo federal é declarado na constituição, artigo III, seções 1 e 2: "O poder judicial dos Estados Unidos será investido em um supremo Tribunal, e nos Tribunais inferiores que o Congresso possa de tempos em tempos ordenar e estabelecer. ... O Poder Judiciário se estenderá a todos os Casos, em Direito e Equidade, decorrentes desta Constituição, das Leis dos Estados Unidos e dos Tratados feito, ou que deve ser feito, sob sua autoridade..." A primeira decisão histórica sobre "o poder judicial" foi Marbury v. Madison, 5 U.S. (1 Cranch) 137 (1803). Casos posteriores interpretaram o "poder judicial" do Artigo III para estabelecer o poder dos tribunais federais para considerar ou anular qualquer ação do Congresso ou de qualquer estado que entre em conflito com a Constituição.